# Mirobaeus bicolor
Mirobaeus bicolor är en stekelart som beskrevs av Alan Parkhurst Dodd 1914. Mirobaeus bicolor ingår i släktet Mirobaeus och familjen Scelionidae. Inga underarter finns listade i Catalogue of Life.